# Laryngitida (Glee)
Laryngitida (v anglickém originále Laryngitis) je osmnáctá epizoda amerického televizního seriálu Glee. Epizoda se poprvé vysílala na televizním kanálu Fox 11. května 2010. Režisérem epizody je Alfonso Gomez-Rejon a scénář napsal tvůrce seriálu, Ryan Murphy. V této epizodě začne člen sboru Puck (Mark Salling) chodit s Mercedes (Amber Riley), aby zlepšil svůj sociální status. Kurt (Chris Colfer) žárlí, protože jeho otec tráví více času s Finnem (Cory Monteith), než s ním a Rachel (Lea Michele) se začne obávat o svou budoucnost, když je jí diagnostikována tonzilitida. Mike O'Malley v epizodě hostuje jako Kurtův otec Burt a Zack Weinstein se objevuje v roli Seana Frettholda, bývalého fotbalisty, který nyní nemůže chodit.
V epizodě zazní cover verze osmi písní, pět z nich bylo vydáno jako singly, jsou dostupné ke stažení a tři z nich se objevily na soundtrackovém albu Glee: The Music, Volume 3 Showstoppers. Epizodu v den vysílání sledovalo 11,57 milionů amerických diváků a získala smíšené reakce od kritiků. Todd VanDerWerff z The A.V. Club, Bobby Hankinson z Houston Chronicle, Brett Berk z Vanity Fair a James Poniewozik z Time si užili epizodu a poznamenali, že po několika méně kvalitních epizodách od pauzy seriálu přišla konečně kvalitní epizoda. V kontrastu s tím Lisa Respers France z CNN cítila, že epizoda byla více smutná, než komediální.

## Děj epizody
Když je člen sboru Puck donucen na doporučení svého dermatologa oholit si hlavu, zjistí, že už veřejností není považován za důvěryhodného tyrana a ztrácí tak svoji popularitu. Uvědomí si, že Mercedes se stala populární, když se přidala k roztleskávačkám a rozhodne se, že proto s ní začne chodit. Mercedes se ho zpočátku snaží odradit, ale poté, co si společně zazpívají duet "The Lady Is a Tramp" se jí Puck začíná líbit. Puckova bývalá přítelkyně Santana (Naya Rivera) žárlí a spolu s Mercedes zpívají píseň "The Boy Is Mine". Když si Mercedes uvědomí, že s ní Puck chodil jen proto, aby získal zpět svou popularitu, tak se s ním rozchází a opouští tým roztleskávaček.
Mezitím Rachel (Lea Michele) zjistí, že někteří členové sboru jen předstírají svůj zpěv. Sdělí to Willovi (Matthew Morrison) a stěžuje si, že ze členů sboru dělá nejvíc práce ona, vyčerpává se a onemocní. Prozradí mu, ty, kteří nezpívají, jsou to Finn, Quinn, Puck, Brittany a Santana. Will shromáždí studenty a dá každému z nich nové téma týdne - každý člen sboru bude mít sólo a každý si musí vybrat píseň, která nejlépe vyjadřuje jejich pocity.
Rachel poté konfrontuje nezapojené členy sboru a urazí je, což ji přivede k tomu, aby zazpívala "The Climb" od Miley Cyrus. Ale když začne zpívat, tak ztratí hlas a musí jít k lékaři. Později, po lékařském vyšetření řekne Rachel její lékař, že trpí angínou a možná bude potřebovat odstranit mandle. Rachel dostane strach z operace, protože se bojí, že zničí její hlas a že její hlas je její jediný majetek. Finn, který Rachel na lékařskou prohlídku doprovodí, se jí snaží přesvědčit, že na ní miluje všechno a že je v ní více než jen její hlas. Varuje ji, že když ztratí schopnost zpívat, nebude ji Jesse považovat za atraktivní. Rachel Finnovi sdělí, že jí na Jessem stále záleží a že Finn se potřebuje pohnout dál, což přinutí Finna zpívat "Jessie's Girl" zatímco vidí Rachelinu siluetu v kabince, kde se svléká. Aby omezil její strach, tak ji seznamuje se svým kamarádem Seanem (Zack Weinstein), který je ochrnutý od hrudníku dolů, kvůli zranění z fotbalové hry. Ze začátku je Rachel nervózní a ohromena ze setkání, ale Finn ji přesvědčí, aby zůstala a Sean ji řekne o svých náročných zkušenostech s podstižením a jak si uvědomil, že člověk není jen jedna věc. Rachel poté pochopí, proč ji sem Finn přivedl a když odcházejí, tak Seanovi poděkuje.
Mezitím Kurt žárlí, protože jeho otec Burt (Mike O'Malley) tráví více času s Finnem než s ním a pokusí se napodobit Burtovu osobnost. Začne se oblékat jako pravý muž, ve sboru zpívá "Pink Houses" od Johna Mellencampa a snaží se mít poměr s Brittany (Heather Morris), líbá se s ní ve své ložnici, aby zajistil, aby si jeho otec všiml jeho nového chování. Je frustrován, že jeho otec stále tráví více času s Finnem a tak se Kurt vrací ke své osobnosti a ve sboru zazpívá "Rose's Turn". Burt zaslechne jeho výkon, chválí Kurtův zpěv a omlouvá se mu, že s ním nestrávil dostatek času. Ujišťuje Kurta, že ho stále miluje a vždy bude a nezáleží na tom, s kým se jeho syn rozhodne, že bude chodit.
Rachel nakonec svůj hlas uzdraví pomocí antibiotik, které jí její lékař předepsal. Vrátí se do Seanova domu, aby mu znovu poděkovala a nabídne mu, že mu bude dávat lekce zpěvu. Začnou zpívat "One" od U2 a obraz a hudba se rozdělí mezi její duet se Seanem a zbytkem sboru, který tuto píseň zpívá. Epizoda končí, když plačící Rachel drží Seanovu ruku, když zpívají poslední slova písně.

## Seznam písní
- "The Climb"
- "Jessie's Girl"
- "The Lady Is a Tramp"
- "Pink Houses"
- "The Boy Is Mine"
- "Rose's Turn"
- "One"

## Hrají
- Dianna Agron - Quinn Fabray
- Chris Colfer - Kurt Hummel
- Jane Lynch - Sue Sylvester
- Jayma Mays - Emma Pillsburry
- Kevin McHale - Artie Abrams
- Lea Michele - Rachel Berry
- Cory Monteith - Finn Hudson
- Matthew Morrison - William Schuester
- Amber Riley - Mercedes Jones

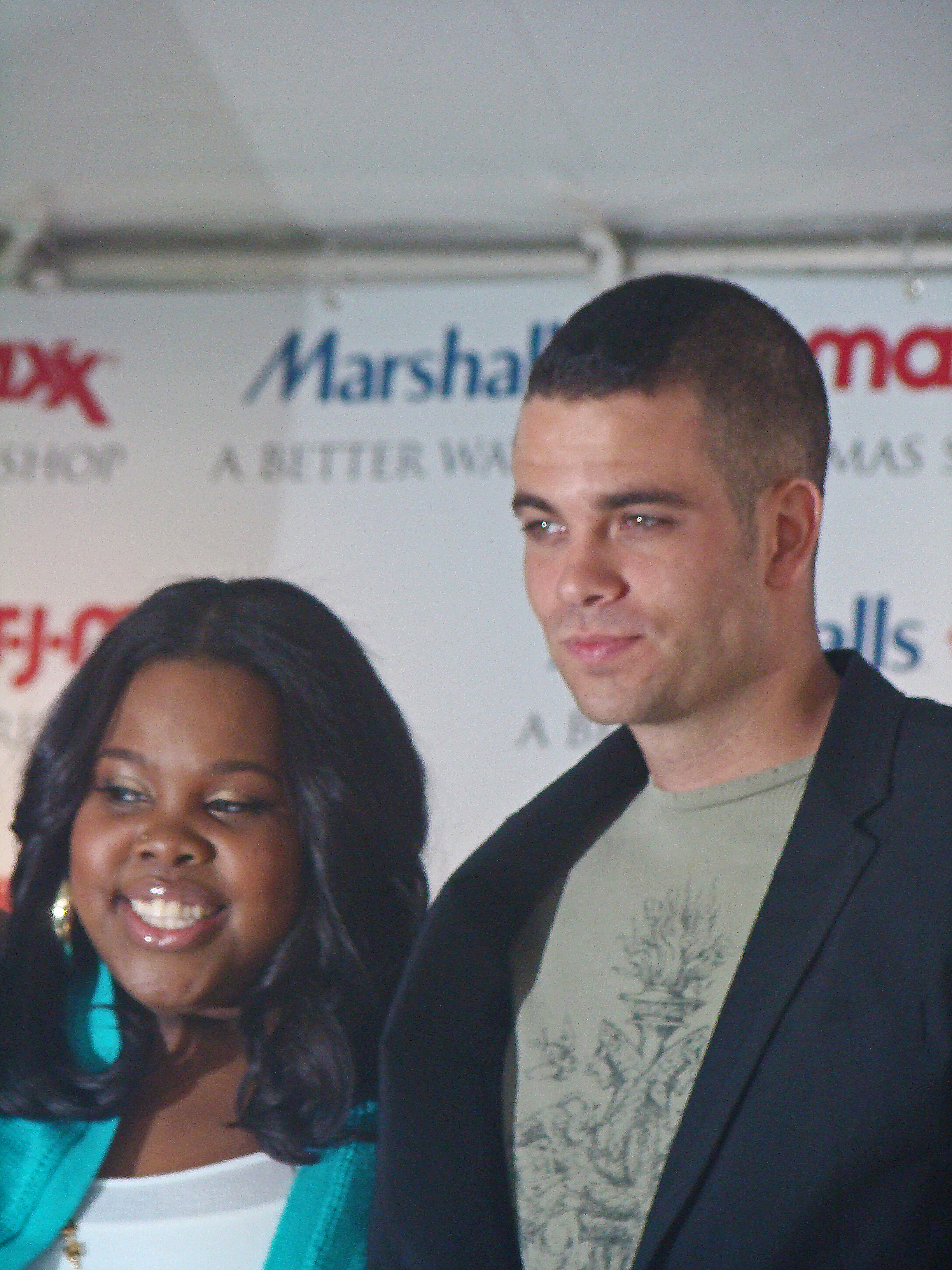
V této epizodě Riley (nalevo) a Salling (napravo) zpívají duet od Sammyho Davise, Jr. "The Lady Is a Tramp".

- Mark Salling - Noah "Puck" Puckerman
- Jenna Ushkowitz - Tina Cohen-Chang

## Natáčení
Vedlejší role, které se v epizodě objeví jsou Kurtův otec Burt Hummel (Mike O'Malley), členové sboru Santana Lopez (Naya Rivera), Brittany (Heather Morris), Mike Chang (Harry Shum mladší) a Matt Rutherford (Dijon Talton), školní reportér Jacob Ben Israel (Josh Sussman) a Lauren Zizes (Ashley Fink). Rizwan Manji si zahrál doktora Gidwaniho. Zack Weinstein v epizodě hostuje jako Sean Fretthold, fotbalista, který je od hrudníku dolů paralyzovaný, poté, co při fotbalovém zápase utrpěl zranění míchy, stejně jako nehoda, která se stala herci, který ho hraje i ve skutečném životě. Sean je druhý člověk na vozíčku, který se objevil v seriálu.
V epizodě zazní cover verze sedmi písní. Rachel představuje "The Climb" od Miley Cyrus a Finn zpívá "Jessie's Girl" od Ricka Springfielda. Puck a Mercedes mají duet "The Lady Is a Tramp" od Sammyho Davise, Jr. a Mercedes a Santana zpívají "The Boy Is Mine" od Brandy a Monicy. Kurt zpívá "Pink Houses" od Johna Mellencampa a "Rose's Turn" z muzikálu Gypsy. Celý sbor uzavírá epizodu písní "One" od U2 spolu s Weinsteinem v roli Seana. "Jessie's Girl", "The Lady Is a Tramp", "The Boy Is Mine", "Rose's Turn" a "One" byly vydány jako singly a jsou dostupné ke stažení. "The Lady Is a Tramp", "Rose's Turn" a "One" se také objevily na soundtrackovém albu Glee: The Music, Volume 3 Showstoppers.